# Белгородская улица (Липецк)
Белгоро́дская у́лица — исчезнувшая улица Липецка. Находилась в Советском районе Липецка (ныне эта территория входит в состав Октябрьского округа) и проходила в Диком от проспекта Победы до улицы Орджоникидзе между улицами Некрасова и Мичурина.
Образована 13 октября 1949 года и первоначально названа у́лицей Андре́ева в честь советского государственного и партийного деятеля А. А. Андреева. 8 октября 1957 года переименована в связи с установленным мораторием на присвоение имён здравствующих людей географическим объектам. Новое название дано по городу Белгороду.
Улица была застроена частными домами. Значительная её часть была снесена во второй половине 1970-х годов при строительстве 16-го микрорайона. Окончательно Белгородская улица исчезла с карты города в середине 1980-х годов при возведении высотного многоподъездного дома № 21 по проспекту Победы. Вместе с Белгородской была снесена и улица Некрасова, а также большая часть улицы Шаталова.